# Erovnuli Liga
De Erovnuli Liga, voorheen Oemaghlesi Liga, (Georgisch: ეროვნული ლიგა) is de hoogste voetbalcompetitie in Georgië georganiseerd door de Georgische voetbalbond.
De competitie is sinds 1990, na de onafhankelijkheid van de Sovjet-Unie, de hoogste nationale divisie. Van 1927 tot 1989 was de competitie een regionale competitie binnen de Sovjet-Unie.
De huidige positie van Georgië op de UEFA-coëfficiëntenranglijst betekent dat van de Georgische deelnemers aan de Europese toernooien de kampioen zich plaatst voor de (voorronden van de) UEFA Champions League en de nummers twee en drie zich plaatsen, samen met de bekerwinnaar, voor de (voorronden van de) UEFA Conference League. Nummer 10 degradeert naar de Erovnuli Liga 2. Nummers 8 en 9 spelen promotie-/degradatiewedstrijden tegen de nummers 2 en 3 van de Erovnuli Liga 2

## Kampioenen Georgië
| Seizoen   | X  | Kampioen              |                                         | Topscorer                              | Club | Aantal doelpunten |
| --------- | -- | --------------------- | --------------------------------------- | -------------------------------------- | ---- | ----------------- |
| 1990      | 18 | Iberia Tbilisi        | Gija Goeroeli                           | Iberia Tbilisi                         | 23   |                   |
| 1991      | 20 | Iberia Tbilisi        | Otar Korghalidze                        | Goeria Lantsjchoeti                    | 14   |                   |
| 1991/92   | 20 | Iberia-Dinamo Tbilisi | Otar Korghalidze                        | Goeria Lantsjchoeti                    | 40   |                   |
| 1992/93   | 17 | Dinamo Tbilisi        | Merab Megreladze                        | Samgoerali Tskaltoebo                  | 41   |                   |
| 1993/94   | 19 | Dinamo Tbilisi        | Merab Megreladze                        | Margveti Zestafoni                     | 31   |                   |
| 1994/95   | 16 | Dinamo Tbilisi        | Georgi Daraselia                        | Kolcheti 1913 Poti                     | 26   |                   |
| 1995/96   | 16 | Dinamo Tbilisi        | Zviad Endeladze                         | Margveti Zestafoni                     | 40   |                   |
| 1996/97   | 16 | Dinamo Tbilisi        | Georgi Demetradze David Ujmajuridze     | Dinamo Tbilisi Dinamo Batoemi          | 26   |                   |
| 1997/98   | 16 | Dinamo Tbilisi        | Levan Khomeriki                         | Dinamo Tbilisi                         | 23   |                   |
| 1998/99   | 16 | Dinamo Tbilisi        | Micheil Asjvetia                        | Dinamo Tbilisi                         | 26   |                   |
| 1999/2000 | 16 | Torpedo Koetaisi      | Zoerab Ionanidze                        | Torpedo Koetaisi                       | 24   |                   |
| 2000/01   | 12 | Torpedo Koetaisi      | Zaza Zirakishvili                       | Dinamo Tbilisi                         | 21   |                   |
| 2001/02   | 12 | Torpedo Koetaisi      | Suliko Davitashvili                     | Lokomotivi Tbilisi Merani Tbilisi      | 18   |                   |
| 2002/03   | 12 | Dinamo Tbilisi        | Zoerab Ionanidze                        | Torpedo Koetaisi                       | 26   |                   |
| 2003/04   | 12 | WIT Georgia           | Suliko Davitashvili                     | Torpedo Koetaisi                       | 20   |                   |
| 2004/05   | 10 | Dinamo Tbilisi        | Levani Melkadze                         | Dinamo Tbilisi                         | 27   |                   |
| 2005/06   | 16 | Sioni Bolnisi         | Jaba Dvali                              | Dinamo Tbilisi                         | 21   |                   |
| 2006/07   | 14 | Olimpi Roestavi       | Sandro Iashvili                         | Dinamo Tbilisi                         | 27   |                   |
| 2007/08   | 14 | Dinamo Tbilisi        | Mikheil Khutsishvili                    | Dinamo Tbilisi                         | 16   |                   |
| 2008/09   | 12 | WIT Georgia           | Nikoloz Gelashvili                      | FC Zestaponi                           | 20   |                   |
| 2009/10   | 10 | Olimpi Roestavi       | Anderson Aquino                         | Olimpi Roestavi                        | 26   |                   |
| 2010/11   | 10 | FC Zestafoni          | Nikoloz Gelashvili                      | FC Zestafoni                           | 18   |                   |
| 2011/12   | 12 | FC Zestafoni          | Jaba Dvali                              | FC Zestafoni                           | 20   |                   |
| 2012/13   | 12 | Dinamo Tbilisi        | Xisco Muñoz                             | Dinamo Tbilisi                         | 17   |                   |
| 2013/14   | 12 | Dinamo Tbilisi        | Dimitri Tatanashvili                    | FC Zestafoni                           | 13   |                   |
| 2014/15   | 16 | Dila Gori             | Irakli Modebadze                        | Dila Gori                              | 26   |                   |
| 2015/16   | 16 | Dinamo Tbilisi        | Giorgi Kvilitaia                        | Dinamo Tbilisi                         | 24   |                   |
| 2016      | 14 | FC Samtredia*         | Boedoe Zivzivadze                       | FC Samtredia                           | 11   |                   |
| 2017      | 10 | Torpedo Koetaisi      | Irakli Sikharulidze                     | Lokomotiv Tbilisi                      | 25   |                   |
| 2018      | 10 | FC Saboertalo         | Giorgi Gabedava Boedoe Zivzivadze       | Tsjichoera Satsjchere Dinamo Tbilisi   | 22   |                   |
| 2019      | 10 | Dinamo Tbilisi        | Levan Kutalia                           | Dinamo Tbilisi                         | 19   |                   |
| 2020      | 10 | Dinamo Tbilisi        | Mykala Kovtalyuk                        | Dila Gori                              | 10   |                   |
| 2021      | 10 | Dinamo Batoemi        | Zoran Marušić                           | Dinamo Tbilisi                         | 15   |                   |
| 2022      | 10 | Dinamo Tbilisi        | Flamarion                               | Dinamo Batoemi                         | 19   |                   |
| 2023      | 10 | Dinamo Batoemi        | Flamarion Zoran Marušić Zurab Museliani | Dinamo Batoemi Dinamo Tbilisi FK Gagra | 17   |                   |
| 2024      | 10 | FC Iberia 1999        | Bjørn Maars Johnsen                     | Torpedo Koetaisi                       | 23   |                   |

- In 2016 waren er 2 landskampioenen i.v.m. de overgang van een herfst-lentecompetitie naar een lente-herfstcompetitie.

### Aantal titels per club
| Aantal | Club                                               | Kampioen in |
| ------ | -------------------------------------------------- | --- |
| 19     | Dinamo Tbilisi (inclusief Iberia en Iberia-Dynamo) | 1990, 1991, 1992, 1993, 1994, 1995, 1996, 1997, 1998, 1999 2003, 2005, 2008, 2013, 2014, 2016, 2019, 2020, 2022 |
| 04     | Torpedo Koetaisi                                   | 2000, 2001, 2002, 2017                                                                                          |
| 02     | WIT Georgia                                        | 2004, 2009 |
| 02     | Olimpi Roestavi                                    | 2007, 2010 |
| 02     | FC Zestafoni                                       | 2011, 2012 |
| 02     | Dinamo Batoemi                                     | 2021, 2023 |
| 02     | FC Iberia 1999 (inclusief FC Saboertalo)           | 2018, 2024 |
| 01     | Sioni Bolnisi                                      | 2006 |
| 01     | Dila Gori                                          | 2015 |
| 01     | FC Samtredia                                       | 2016 |
| 36     |                                                    | |

Dila Gori · 
Dinamo Batoemi ·
Dinamo Tbilisi ·
Gagra · 
Iberia 1999 ·
Kolcheti 1913 Poti ·
Samgoerali · 
FC Samtredia ·
Telavi ·
Torpedo Koetaisi ·